# Pohnpei
Ostrov Pohnpei (známý též jako Ponape) je největší ostrov Senyavinských ostrovů, které jsou samy součástí větší skupiny Karolínských ostrovů. Leží asi 2000 km severovýchodně od Nové Guineje. Patří do státu Pohnpei, jednoho ze čtyř států tvořících Federativní státy Mikronésie. Mezi hlavní populační centra na Pohnpei patří Palikir, hlavní město Federativních států Mikronésie, a Kolonia, hlavní město státu Pohnpei. Ostrov Pohnpei je největší (334 km²), nejlidnatější (34 000 obyvatel) a nejrozvinutější ostrov ve Federativních státech Mikronésie. Nachází se zde rovněž nejvyšší vrchol státu, 782 m vysoký Nanlaud.
Pohnpei se vyznačuje bohatou biodiverzitou. Jedná se o jedno z nejdeštivějších míst na Zemi: v některých horských oblastech jsou každoročně zaznamenávány dešťové srážky o úhrnu přesahujícim 7 600 milimetrů. Je domovem stromu Terminalia carolinensis, který roste pouze na Pohnpei a Kosrae.
U jihovýchodního pobřeží ostrova leží mořská archeologická lokalita Nan Madol, kde od 12. do počátku 17. století sídlili králové ostrova z dynastie Saudeleur. Po vyvrácení saudeleurského království byl ostrov rozdělen mezi pět náčelníků, jejichž potomci si dosud udržují v místní společnosti značný vliv. Rozdělení na pět historických náčelnictví kopíruje i současné administrativní rozdělení ostrova. Na západě a jihu ostrova leží kraj Kitti, na jihovýchodě a východě se nachází největší oblast Madolenihmw, severovýchodní část tvoří nejmenší kraj U, vnitrozemí a severní pobřeží zahrnuje kraj Netti a na severozápadě se rozkládá kraj Sokehs, na jehož území leží hlavní město Palikir.

## Galerie

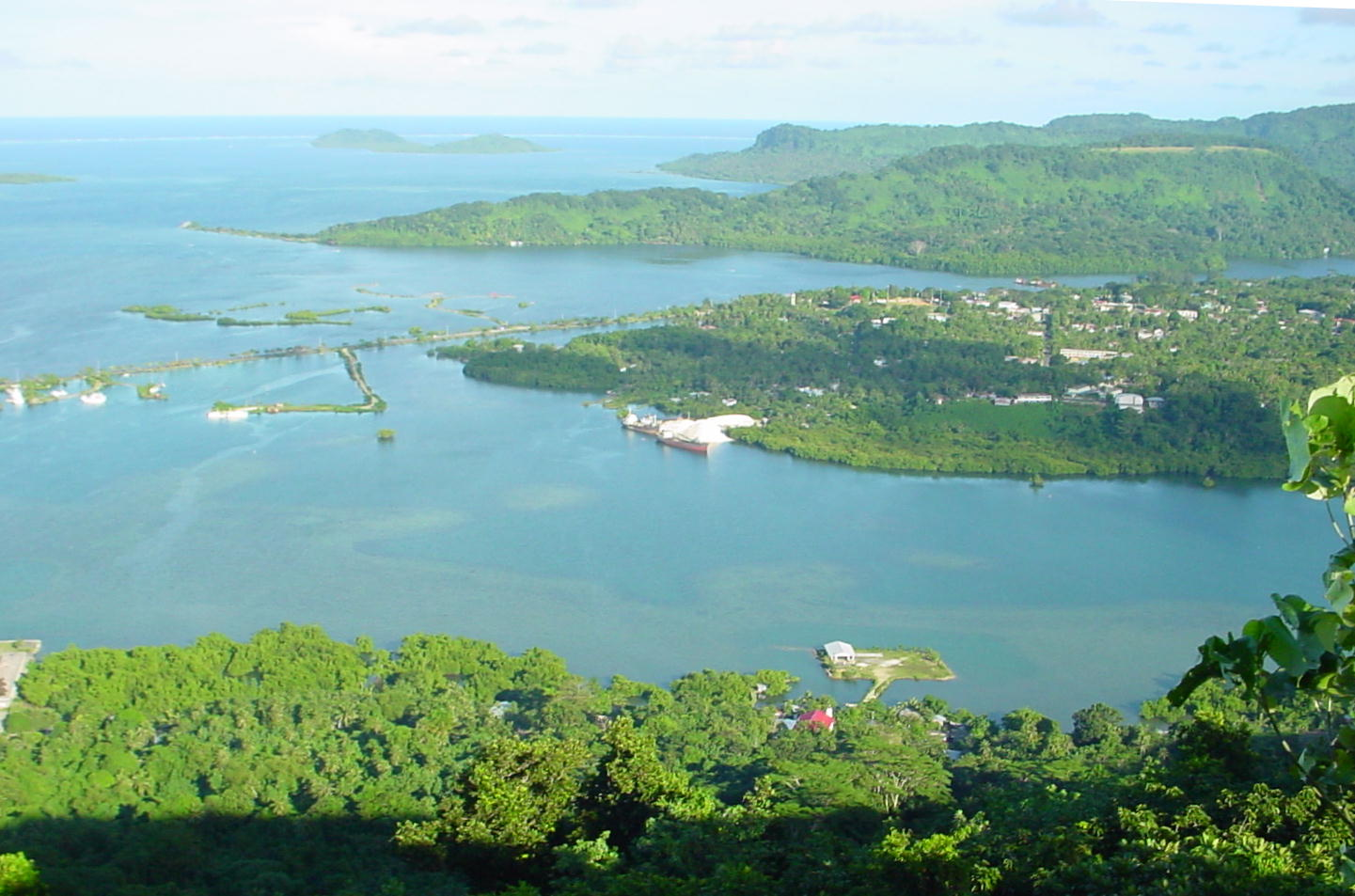
Největší město ostrova, Kolonia
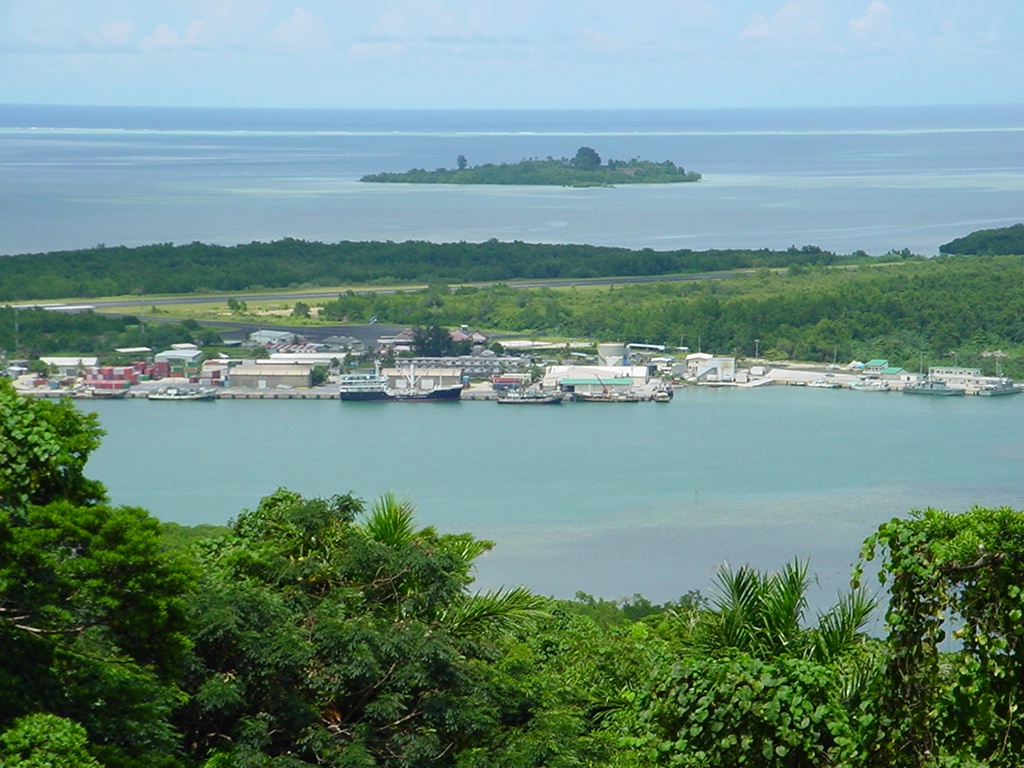
Mezinárodní letiště